# Lusignan-Petit
 Lusignan-Petit  là một xã thuộc tỉnh Lot-et-Garonne trong vùng Nouvelle-Aquitaine phía tây nam nước Pháp. Xã này nằm ở khu vực có độ cao trung bình 170 mét trên mực nước biển.